# اكونجرا سول جيزي
اكونجرا سول جيزي ( Mantovano مانتوفا Quanegra كونجيرا )هي بلدية ( كومونو) في مقاطعة مانتوفا في منطقة لومباردي الإيطالية، وتقع على بعد حوالي 100 كيلومتر (62 ميل) جنوب شرق ميلانو وحوالي 30 كيلومتر (19 ميل) غرب مانتوفا.
تقع اكونجرا سول جيزي على حدود البلديات التالية: Asola (اسولو) و (بوزلو)Bozzolo و(كالفاتون) Calvatone و(كانيتو سول اوليو) Canneto sull’Oglio و(ماركاريا) Marcaria و(مارينا مونتفانا) Mariana Mantovana و(رودندسكو) Redondesco .

## روابط خارجية
- الموقع الرسمي